# (1189) Terentia
(1189) Terentia es un asteroide perteneciente al cinturón de asteroides descubierto el 17 de septiembre de 1930 por Grigori Nikoláievich Neúimin desde el observatorio de Simeiz en Crimea.
Está nombrado en honor de Lidiya Ivánovna Terentieva, colaboradora del observatorio de Simeiz.